# اریش ریبک

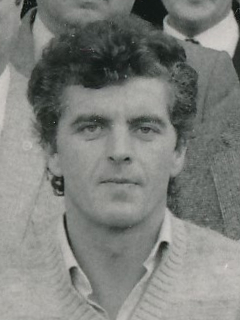
اریش بیک

اریش ریبک ( متولد ۱۳ژوئن ۱۹۳۷ در شهر ووپرتال آلمان بازیکن و مربی آلمانی هست که سابقه مربیگری دربوندسلیگا و تیم ملی فوتبال آلمان را داشته است.